# どんなときも。
「どんなときも。」は、日本の男性シンガーソングライター・槇原敬之の楽曲。1991年6月10日、WEA MUSICより3枚目のシングルとして発売。

## 解説
槇原の代表曲の1つで、シングルでは最大のヒット曲。本楽曲により槇原の名が広く知られる。発売日は従来の水曜日ではなく月曜日。
CDシングル発売日から2週間後の1991年6月25日にオリジナル・カラオケを追加収録した上で、カセットテープ盤が発売になっている。
映画『就職戦線異状なし』主題歌。
同曲を作るきっかけとなったのは、槇原がある音楽関係者から「今、織田裕二主演の映画の主題歌を募集しているから槇原も送ってみれば?」と勧められたことによる。その時にふと頭に浮かんだフレーズが『どんなときも』であった。槇原は当初、あまりに単純でストレートなフレーズに「捻りがない」と思い、このフレーズがダサいと思って最初自信が無かったが、他の語彙やフレーズを模索したがしっくりこなかったことに加え、この『どんなときも』というフレーズが脳裏から離れなかった。直感を信じて楽曲を制作して応募、そして主題歌に選ばれることになった。
後にケンタッキーフライドチキンのCMソングに起用。3作目のシングルにして初のオリコン週間チャート100位以内（49位）にチャートイン。発売から約1ヵ月半後の同年7月29日付のオリコンシングルチャートで1位を獲得。オリコン集計による累計売上枚数は167.0万枚。累計出荷枚数は約200万枚。1999年の不祥事以降しばらく音楽活動を自粛、メディアへの露出が激減。2002年「世界に一つだけの花」をSMAPのアルバムに提供してから槇原の楽曲が注目されたこともあり、同曲も再び売上が伸びた。
シングル発売前、極少数のレコード店が『槇原敬之“ちょっと聴いてみてカセットテープ”』と銘打った10分テープをフライヤーとアンケート用紙と一緒に配布した店舗が存在。内容は、A：「どんなときも 」フル、B:「NG〜ANSWER〜北風」（1stからのダイジェスト）、WEA MUSICが正規にカセットとして配布したものではなく、独自にプロモーションCDを録音して配布されたものと推定できる。
2015年に「超えろ。」が発表された際には「槇原の楽曲のタイトルに句点がつくのは『どんなときも。』以来」と報じたメディアもあったが、実際は『君は誰と幸せなあくびをしますか。』収録「僕は大丈夫。」、『SELF PORTRAIT』収録「困っちゃうんだよなぁ。」が制作されている。

## 発売後
1992年の春、第64回選抜高等学校野球大会の入場行進曲に採用される。それから27年後、2019年春の第91回選抜高等学校野球大会でも「平成時代を象徴する曲」として、「世界に一つだけの花」とのメドレー形式として再採用された。
2007年、ニューバージョンが、NTT東日本のコマーシャルソングとなった。ちなみに、このニューバージョンは、2007年8月15日に発売されたシングル『GREEN DAYS』のカップリング曲として収録されている。
2011年10月25日、森永製菓の「プリンキャラメル」発売に際し、キャラメルVer.をセルフカバーした。
2016年、ヤマハ発動機の「めざせ、ころばないバイク。LMW 雨上がりのタンデム篇」のコマーシャルソングとなった。
2017年、大塚製薬の「賢者の食卓」のコマーシャルソングとなった（「現代の賢者 大原千鶴」篇を除く）。
2019年、「どんなときもWiFi」のCMソングに使われる。テレビアニメ『八月のシンデレラナイン』で、出演女性声優達によるカバーバージョンがエンディングテーマとして使われている。

## 収録曲
全作詞・作曲 - 槇原敬之
1. どんなときも。
  - 編曲 - 槇原敬之
2. どんなときも。[ballad version]
  - 編曲 - 服部克久 & 槇原敬之

アルバム『君は誰と幸せなあくびをしますか。』収録のInstrumentalは、本曲のカラオケを短く編集したもの。長らくアルバム未収録であったが、2012年発売のベスト・アルバム『秋うた、冬うた。〜もう恋なんてしない』に収録された。

## バージョン
1. どんなときも。
  - シングル「どんなときも。」
  - アルバム『君は誰と幸せなあくびをしますか。』
  - ベスト・アルバム『春うた、夏うた。〜どんなときも。』
2. どんなときも。（ballad version）
  - シングル「どんなときも。」カップリング
  - ベスト・アルバム『秋うた、冬うた。〜もう恋なんてしない』
3. どんなときも。(10.Y.O Ver.)
  - オリジナルのリミックスバージョン
  - ベスト・アルバム『10.Y.O. 〜 THE ANNIVERSARY COLLECTION〜』
4. どんなときも。'07
  - 打ち込みを重視したバージョン
  - シングル「GREEN DAYS」カップリング
5. どんなときも。Renewed (version 4)
  - ベスト・アルバム『Noriyuki Makihara 20th Anniversary Best LIFE』
6. どんなときも。キャラメルVer.
  - シングル「恋する心達のために」カップリング

## カバー
- 1992年、カンティー・ラウ（アルバム『一生全屬你』に広東語歌詞によるカバーを収録）
- 1993年、呉百倫（アルバム『朋友出去走走』に中国語歌詞によるカバーを収録）
- 1994年、メイプル・ホイ（アルバム『The Colour of Love』に広東語歌詞によるカバーを収録）
- 1995年、林佳儀（アルバム『一個人的我依然會微笑』に中国語歌詞によるカバーを収録）
- 1998年、フォー・ベスト・ボーン（アルバム『甜蜜蜜』に中国語歌詞によるカバーを収録）
- 2000年、綾戸智恵 （アルバム『LOVE』に英語歌詞によるカバーを収録）
- 2004年、『beatmania IIDX 10th style』にてウッチーズがカバー（アルバム『beatmania IIDX 10th style Original Soundtrack』に収録）。
- 2005年、高橋直純（アルバム『scene〜残したい風景〜』に収録）
- 2008年、加藤いづみ（カバー・アルバム『favorite』に収録）
- 安藤竜（アンドリューW.K.）
- 2008年、Salon（アルバム『My Time』に収録）
- 2008年、スコット・マーフィー（アルバム『Guilty Pleasures 3』に収録）
- 2009年、SISTER KAYA（アルバム『Heartful Lovers』に収録）
- スティーブン・ビショップ
- 2009年、ひばり児童合唱団（コンピレーション・アルバム『手紙・まあるいいのち〜卒業&合唱ソングコレクション〜』に収録）
- 2010年、MAX（デビュー15周年メモリアル作品としてリリースしたカバーアルバム『BE MAX』に収録。アルバムリリースに先がけ、同曲のMVも制作された）
- 2010年、野口雅史（アルバム『シューベルトに百万本の薔薇を捧ぐ』（Beltaレコード）に収録。クラシック調アレンジ）
- 2010年、今井ゆうぞう（アルバム『君と歩いた時間』に収録。）
- 2010年、杏（ミニアルバム『LIGHTS』に収録。森永製菓の『森永ミルクキャラメル』のCMソングに起用）
- 2011年、キマグレン（トリビュートアルバム『We Love Mackey』に収録）
- 2011年、松下優也（シングル「Naturally」に収録）
- 2011年、サカモト教授（アルバム『サカモト教授の8bit ジュークボックス』に収録）
- 2012年、アオキマミ（花王の『アタック』のCMソングに起用）
- 2012年、青木隆治（アルバム『VOICE 199X』に収録。）
- 2013年、TEMPURA KIDZ（RAM RIDERがアレンジ。ピザハットのCMソングに起用）
- 2016年、えまおゆう（『麗人REIJIN -Season 2』に収録[9]。）
- 2017年、井上苑子（シングル「メッセージ」に収録）
- 2017年、鬼龍院翔（アルバム「オニカバー90's」に収録）
- 2017年、FEMM（アルバム「80s / 90s J-POP REVIVAL」に収録）
- 2018年、山田姉妹（アルバム『ふたつでひとつ 〜心を繋ぐ、歌を継ぐ』に収録）
- 2019年、桑田佳祐（映像作品『平成三十年度! 第三回ひとり紅白歌合戦』に収録）
- 2019年、西田望見・近藤玲奈・南早紀・井上ほの花（カバーミニアルバム『あの夏の記録(レコード)』に収録[10]。テレビアニメ『八月のシンデレラナイン』エンディングテーマ）
- 2021年、ハンバート ハンバート（アルバム『FOLK 3』に収録）
- 2025年、高田夏帆（配信リリース）[11]

## 外部サイト
【公式】槇原敬之「どんなときも。」(MV)【3rdシングル】 (1991年) Noriyuki Makihara/donnatokimo　【1位】 - YouTube